# 트빌리시
트빌리시(조지아어: თბილისი, 문화어: 뜨빌리씨)는 조지아의 수도이다. 도시의 면적은 504.2km2이며 인구는 134만 5천 명이다. 옛 이름은 티플리스(러시아어: Тифлис, 폴란드어: Tyflis, 문화어: 찌플리스)이다.
트빌리시는 5세기에 사카르트벨로 왕 바흐탄그 1세 고르가살리(조지아어: ვახტანგ I გორგასალი, 452년-502년)에 의해 세워졌다. 트빌리시는 수차례, 특히 아랍인과 튀르크인들에게 점령당하기를 반복했다가 1801년 러시아의 점령하에 들어갔다. 1918년부터 1921년까지 조지아는 독립 국가로 남아 있었으며 트빌리시는 수도가 되었다. 1921년 트빌리시는 자캅카스 SFSR의 수도가 되었고 후에 그루지야 SSR의 수도가 되었다. 1991년 4월 9일 이후 트빌리시는 독립 조지아의 수도가 되었다.
트빌리시는 하나의 국제공항을 가지고 있다. 기계, 장치제조(전기기관차·공작기·직기·포도주 양조장치), 섬유(모·견·메리야스), 피혁, 구두공업 등이 있다.

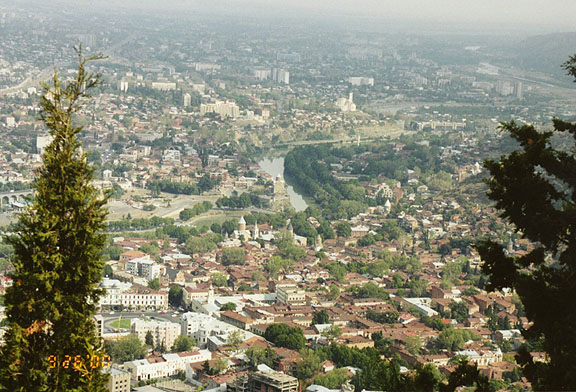
트빌리시 전경

## 주민
트빌리시에는 약 100여 개의 민족이 살고 있다. 1999년의 조사에서는 조지아인 72%, 아르메니아인 12%, 러시아인 10%, 오세트인 3%, 쿠르드족 2%과 그리스인 2%, 기타(압하스인, 우크라이나인, 유대인, 에스토니아인, 독일인, 아시리아인)가 거주한다. 최근에는 튀르키예인과 중국인도 거주한다.

## 기후
| 트빌리시의 기후                                                          | 트빌리시의 기후 | 트빌리시의 기후 | 트빌리시의 기후 | 트빌리시의 기후 | 트빌리시의 기후 | 트빌리시의 기후 | 트빌리시의 기후 | 트빌리시의 기후 | 트빌리시의 기후 | 트빌리시의 기후 | 트빌리시의 기후 | 트빌리시의 기후 | 트빌리시의 기후 |
| 월                                                                       | 1월             | 2월             | 3월             | 4월             | 5월             | 6월             | 7월             | 8월             | 9월             | 10월            | 11월            | 12월            | 연간            |
| ------------------------------------------------------------------------ | --------------- | --------------- | --------------- | --------------- | --------------- | --------------- | --------------- | --------------- | --------------- | --------------- | --------------- | --------------- | --------------- |
| 역대 최고 기온 °C (°F)                                                   | 19.5 (67.1)     | 22.4 (72.3)     | 28.9 (84.0)     | 34.4 (93.9)     | 37.0 (98.6)     | 38.7 (101.7)    | 42.0 (107.6)    | 40.4 (104.7)    | 37.9 (100.2)    | 33.3 (91.9)     | 27.2 (81.0)     | 22.8 (73.0)     | 40.5 (104.9)    |
| 일평균 최고 기온 °C (°F)                                                 | 6.9 (44.4)      | 8.4 (47.1)      | 13.2 (55.8)     | 18.6 (65.5)     | 23.7 (74.7)     | 28.5 (83.3)     | 31.5 (88.7)     | 31.9 (89.4)     | 26.2 (79.2)     | 20.0 (68.0)     | 12.6 (54.7)     | 8.1 (46.6)      | 19.1 (66.5)     |
| 일일 평균 기온 °C (°F)                                                   | 2.7 (36.9)      | 3.8 (38.8)      | 7.9 (46.2)      | 12.9 (55.2)     | 17.8 (64.0)     | 22.3 (72.1)     | 25.3 (77.5)     | 25.4 (77.7)     | 20.4 (68.7)     | 14.7 (58.5)     | 7.9 (46.2)      | 3.9 (39.0)      | 13.8 (56.7)     |
| 일평균 최저 기온 °C (°F)                                                 | −0.6 (30.9)     | 0.2 (32.4)      | 4.0 (39.2)      | 8.4 (47.1)      | 13.2 (55.8)     | 17.3 (63.1)     | 20.4 (68.7)     | 20.3 (68.5)     | 15.9 (60.6)     | 11.0 (51.8)     | 4.7 (40.5)      | 1.2 (34.2)      | 9.7 (49.4)      |
| 역대 최저 기온 °C (°F)                                                   | −24.4 (−11.9)   | −18.8 (−1.8)    | −12.8 (9.0)     | −5.0 (23.0)     | 1.0 (33.8)      | 2.0 (35.6)      | 9.3 (48.7)      | 8.9 (48.0)      | 3.1 (37.6)      | −6.4 (20.5)     | −16.0 (3.2)     | −20.5 (−4.9)    | −24.4 (−11.9)   |
| 평균 강수량 mm (인치)                                                    | 16.4 (0.65)     | 18.2 (0.72)     | 29.1 (1.15)     | 63.8 (2.51)     | 82.9 (3.26)     | 84.0 (3.31)     | 41.6 (1.64)     | 39.4 (1.55)     | 34.8 (1.37)     | 46.3 (1.82)     | 34.2 (1.35)     | 20.8 (0.82)     | 511.5 (20.15)   |
| 평균 강설량 cm (인치)                                                    | 7.1 (2.8)       | 5.5 (2.2)       | 7.2 (2.8)       | 1.3 (0.5)       | 0.0 (0.0)       | 0.0 (0.0)       | 0.0 (0.0)       | 0.0 (0.0)       | 0.0 (0.0)       | 0.6 (0.2)       | 1.6 (0.6)       | 2.2 (0.9)       | 25.5 (10)       |
| 평균 강수일수 (≥ 1.0 mm)                                                 | 3.7             | 4.3             | 5.1             | 8.7             | 10.4            | 8.3             | 5.7             | 4.6             | 4.9             | 6.0             | 5.3             | 4.4             | 71.4            |
| 평균 강우일수                                                            | 4               | 4               | 8               | 12              | 12              | 10              | 7               | 8               | 9               | 10              | 10              | 6               | 100             |
| 평균 강설일수                                                            | 6               | 8               | 3               | 0.1             | 0               | 0               | 0               | 0               | 0               | 0.1             | 1               | 4               | 22              |
| 평균 상대 습도 (%)                                                       | 75.3            | 73              | 68.6            | 69              | 69.7            | 65.6            | 63.1            | 63.3            | 69              | 76.1            | 78.4            | 78.2            | 70.8            |
| 평균 월간 일조시간                                                       | 99              | 102             | 142             | 171             | 213             | 249             | 256             | 248             | 206             | 164             | 103             | 93              | 2,046           |
| 가능 일조율                                                              | 34              | 34              | 39              | 43              | 47              | 54              | 55              | 58              | 55              | 48              | 35              | 32              | 45              |
| 출처 1: 미국 해양대기청 (평년값: 1991년~2020년, 일조시간: 1961년~1990년) |                 |                 |                 |                 |                 |                 |                 |                 |                 |                 |                 |                 |                 |
| 출처 2: Pogoda.ru.net (극값: 1881년~현재), Weather Atlas (강설량)        |                 |                 |                 |                 |                 |                 |                 |                 |                 |                 |                 |                 |                 |

## 관광

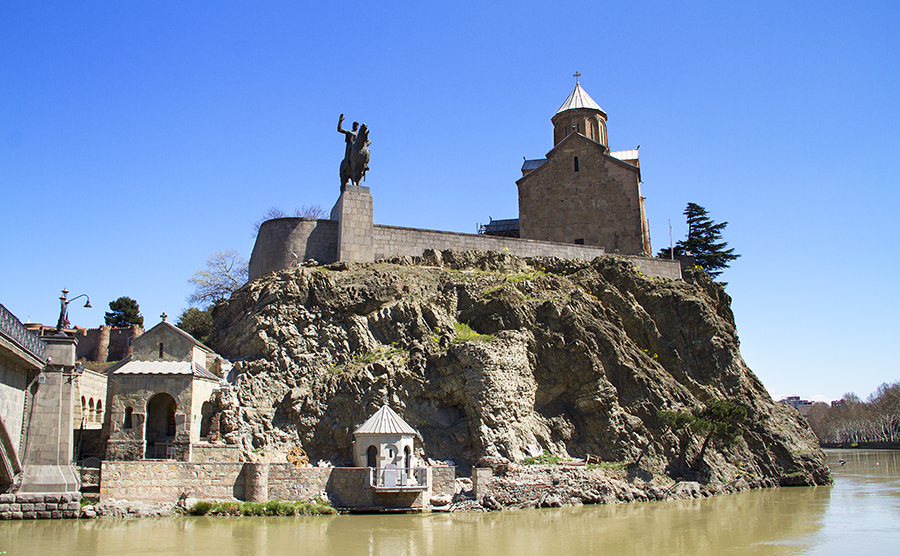
메테키 성당
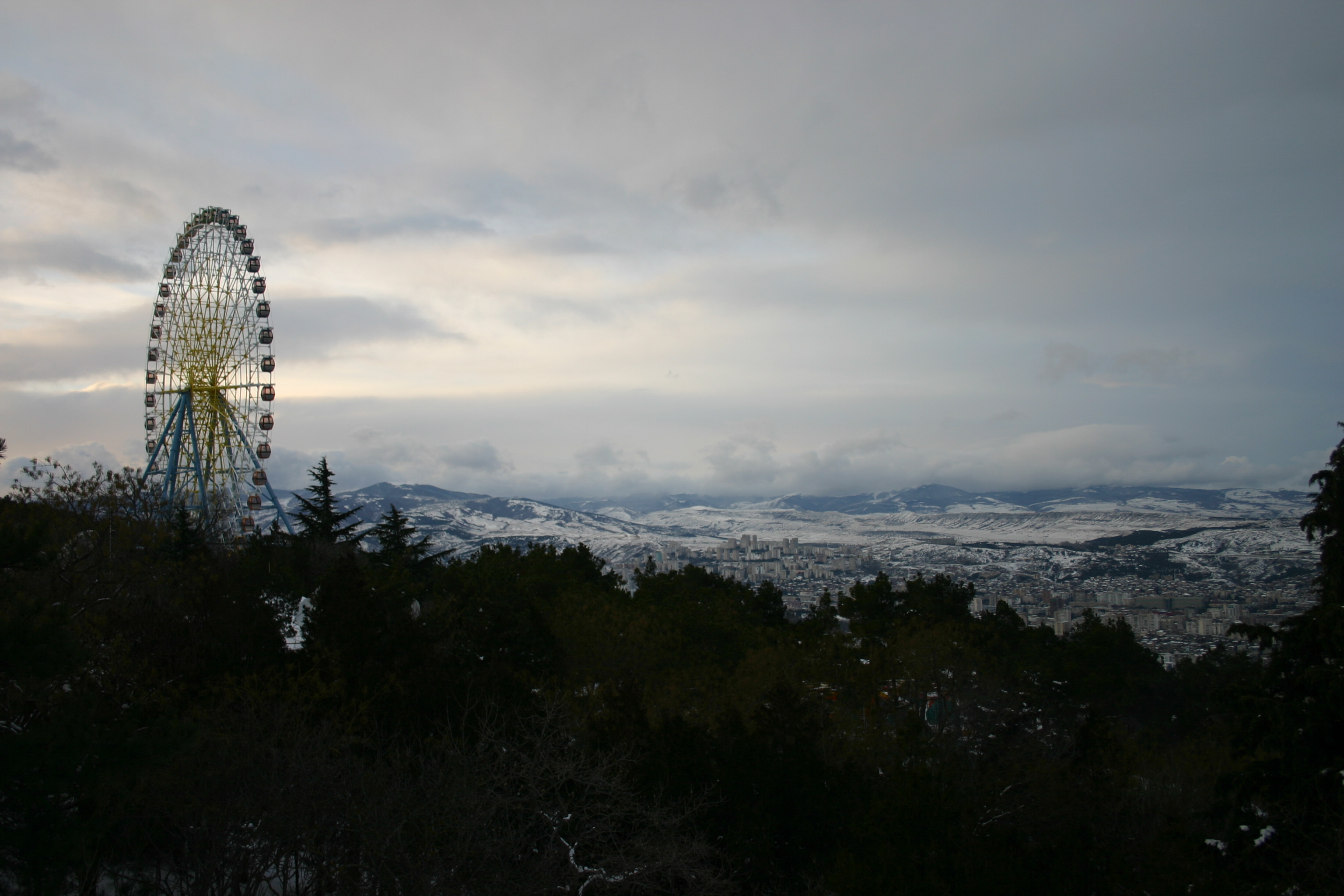
므타츠민다 공원
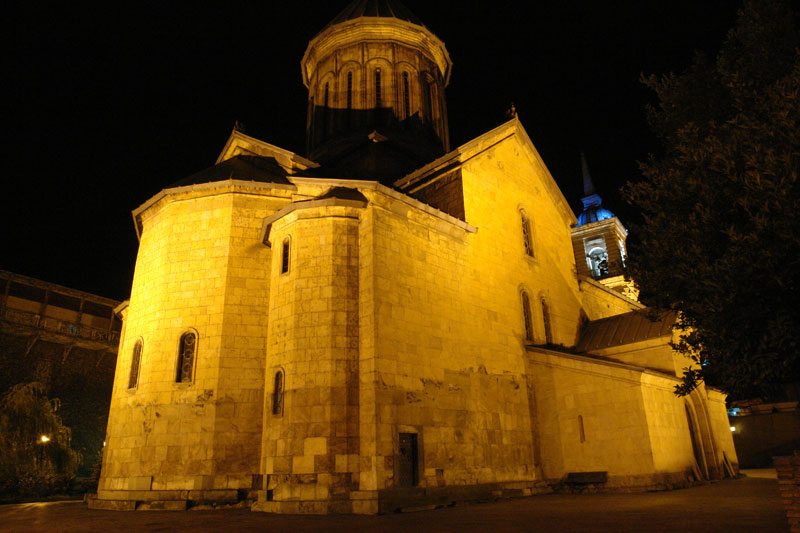
트빌리시 성 삼위일체 대성당
- 시오니 대성당
- 자유광장
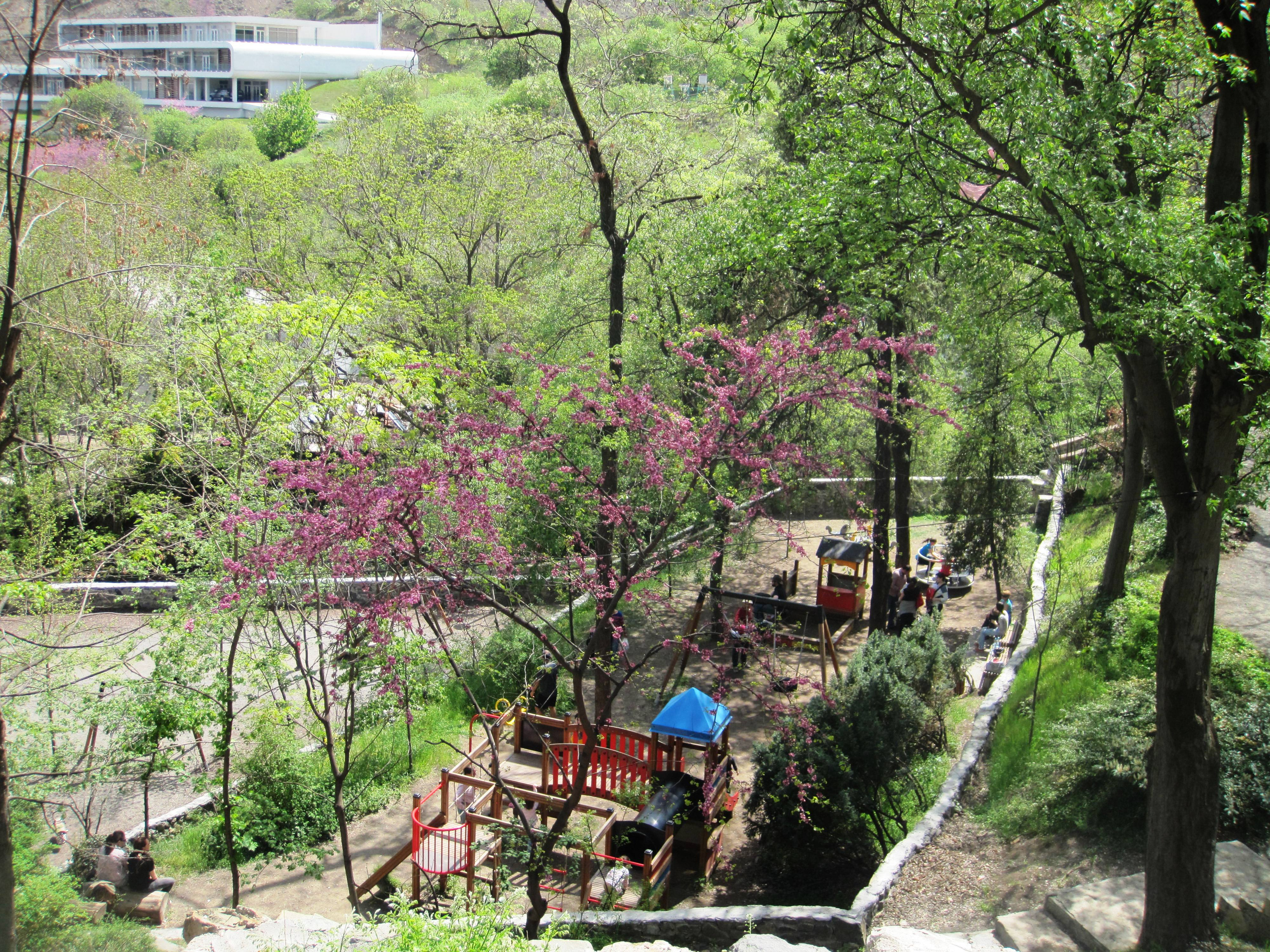
조지아 국립 식물원
- 조지아 국회의사당
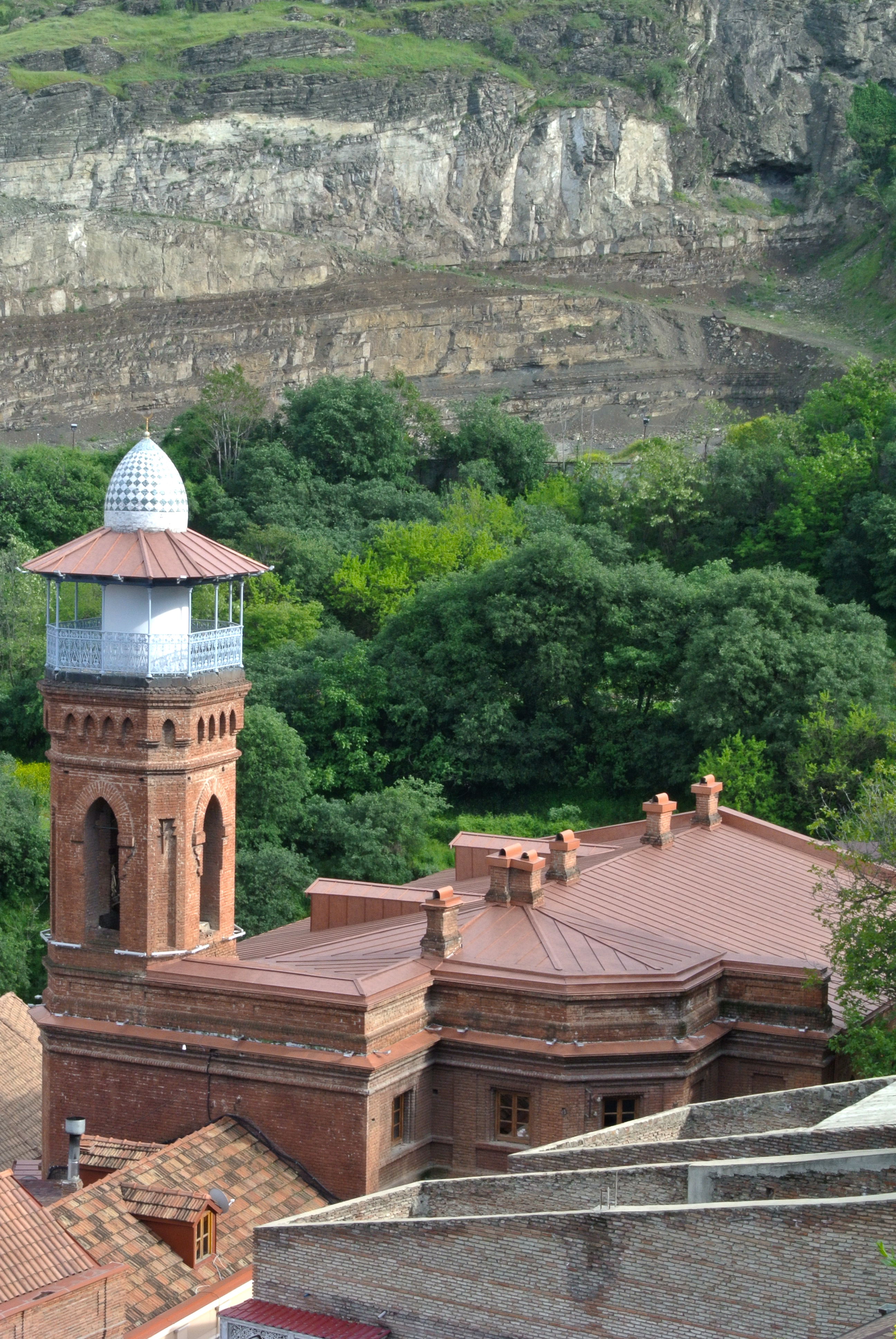
트빌리시 모스크
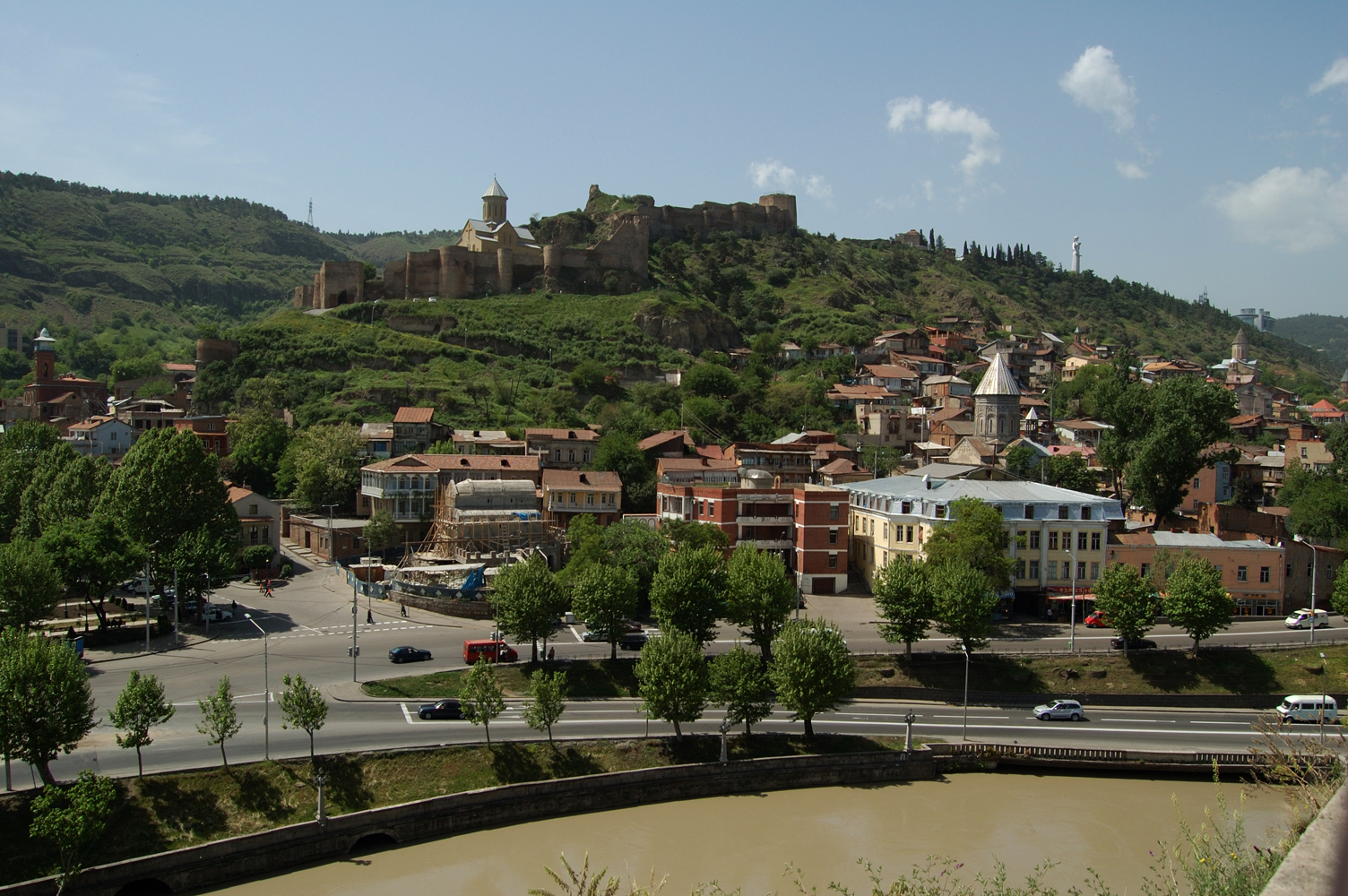
제벨리 트빌리시
- 평화의 다리

- 메테키 성당
- 므타츠민다 공원
- 시오니 대성당
- 조지아 국립 식물원
- 트빌리시 모스크
- 트빌리시 올드타운

## 자매결연도시
- 우크라이나, 키이우
- 영국, 브리스틀
- 오스트리아, 인스부르크
- 미국, 애틀랜타
- 프랑스, 낭트
- 독일, 자르브뤼켄
- 대한민국, 광주